# Ԁ (слово ћирилице)
Ԁ ԁ (Ԁ ԁ; искошено: Ԁ ԁ) је слово Молодцовљевове верзије ћирилице. Зове се комско Д. Коришћено је само у писању на комском језику 1920-их и на мордвинским језицима. Форма малог слова подсећа на мало латинично слово d, а његово велико слово подсећа на ротирано велико латинично слово P или супротно окренути меки знак (Ь).
Комско Д представља звучни дентални плозив /d/, попут изговора ⟨д⟩ у „динар”. Овај звук је у другим ћириличним писмима представљен ћириличним словом Д.

## Рачунарски кодови
| Знак                      | Ԁ                               | Ԁ                               | ԁ                             | ԁ                             |
| ------------------------- | ------------------------------- | ------------------------------- | ----------------------------- | ----------------------------- |
| Назив у Уникоду           | CYRILLIC CAPITAL LETTER KOMI DE | CYRILLIC CAPITAL LETTER KOMI DE | CYRILLIC SMALL LETTER KOMI DE | CYRILLIC SMALL LETTER KOMI DE |
| Врста кодирања            | децимална                       | хексадецимална                  | децимална                     | хексадецимална                |
| Уникод                    | 1280                            | U+0500                          | 1281                          | U+0501                        |
| UTF-8                     | 212 128                         | D4 80                           | 212 129                       | D4 81                         |
| Нумеричка референца знака | &#1280;                         | &#x500;                         | &#1281;                       | &#x501;                       |

## Слична слова
• Д д : Ћириличко слово Д.
• D d : Латиничко слово D.

## Рефлист
1. ↑  AG, Compart. „Find all Unicode Characters from Hieroglyphs to Dingbats – Unicode Compart”. https://www.compart.com/en/unicode/U+0500 (на језику: енглески). Приступљено 2024-09-14. Спољашња веза у |website= (помоћ)